# Blankey Jet City
Blankey Jet City est un groupe de hard rock japonais, originaire de Tokyo. Il est l'un des groupes de rock de son pays à être reconnu pendant les années 1990.

## Biographie
Le groupe est formé par Kenichi Asai en 1987. Leur parcours commence officiellement en 1990, alors qu'il apparait dans une émission de groupes amateurs sur TBS. Leurs performances attirent l'attention des majors, et le groupe décide de signer avec Toshiba EMI, qui enverra le groupe enregistrer son premier album à Londres. Publié en 1991, leur premier album, Red Guitar and the Truth, traite de sujets comme la délinquance juvénile, les familles brisées, et la souffrance subie pendant une enfance négligée.
Ils sont classés en 79e position, sur la liste des 100 musiciens les plus influents au Japon selon HMV. Leur premier album Red Guitar and the Truth produit à Londres par Jeremy Green et lancé en 1991 remporte un succès commercial.
Se séparant de Blankey Jet City, Asai fonde son propre label indépendant, Sexy Stone Records, en 1996, et forme le groupe de dream pop Sherbets, dans le même temps. Entretemps, Nakamura lance son propre groupe Losalios, avec des membres de la Tokyo Ska Paradise Orchestra. Après des désaccords avec Toshiba EMI, Blankey Jet City quitte le label et signe avec Polydor pour sortir l'album Love Flash Fever en 1997.  
En 1998, une autre compilation est publiée, en parallèle à leur huitième album Romeo's Heart (ロメオの心臓). Après quatre autres hit singles, ils publient leur dernier album, Harlem Jets, en mai 2000, suivi par la chanson Saturday Night le mois suivant. Leur dernière performance se déroule au festival Fuji Rock en 2000, alors qu'ils annonçaient leur désir de poursuivre leur carrières solo respectives.
Par la suite, le batteur Tatsuya Nakamura montera Los Allios, un groupe principalement instrumental, réunissant divers musiciens suivant les albums. Le bassiste Toshiyuki Terui quant à lui se joindra à Yusuke Chiba (alors encore membre de Thee Michelle Gun Elephant) pour former Rosso.

## Discographie

### Albums studio
- 1991 : Red Guitar and the Truth'
- 1992 : Bang!
- 1992 : LIVE!!!
- 1993 : C.B. Jim
- 1993 : METAL MOON
- 1994 : 幸せの鐘が鳴り響き 僕はただ悲しい振りをする
- 1995 : The Six
- 1995 : SKUNK
- 1997 : LOVE FLASH FEVER
- 1998 : 国境線上の蟻
- 1998 : ロメオの心臓
- 2000 :  HARLEM JETS
- 2000 : LAST DANCE
- 2000 : BLANKEY JET CITY 1990-1995
- 2000 : BLANKEY JET CITY 1997-2000

### Singles
- 1991 : 不良少年のうた
- 1991 : TEXAS
- 1991 : 冬のセーター
- 1992 : 悪いひとたち
- 1994 : 青い花
- 1994 : 風になるまで
- 1995 : Girl/自由
- 1995 : くちづけ
- 1997 : ガソリンの揺れかた
- 1997 : 左ききのBaby
- 1998 : 赤いタンバリン
- 1998 : 小さな恋のメロディ
- 1998 : ダンデライオン
- 1998 : SWEET DAYS
- 1999 : ペピン
- 2000 : SEA SIDE JET CITY
- 2000 : SATURDAY NIGHT

## Vidéographie

### Clips
- DOG FOOD (22 avril 1992)
- MONKEY STRIP (28 septembre 1994)
- Are You Happy? (13 décembre 1995)
- BLANKEY JET CITY SOLO WORKS (28 août 1995)
- BABYFACE PRESIDENT (7 octobre 1998)
- BARRACUDA - TOKYO SIX DAYS - (2 décembre 1998)
- SOLO WORKS II (10 novembre 1999)
- CANDY or HELL (26 juin 2000)
- LAST DANCE (20 septembre 2000)

### DVD
- LAST DANCE (20 septembre 2000)
- DOG FOOD (27 mars 2002)
- Are You Happy? (27 mars 2002)
- SOLO WORKS (27 mars 2002)
- Angel Fish Complete edition (16 mai 2002)
- MONKEY STRIP (16 mai 2002)
- CLIPS (16 mai 2002)
- BARRACUDA -TOKYO SIX DAYS- (16 mai 2002)
- SOLO WORKS II (16 mai 2002)